# Johann Michael Hoffinger
Johann Michael Hoffinger (* 29. September 1723 in Wien; † 6. August 1756 in Hermannstadt) war ein Siebenbürger Arzt und Mitglied der „Leopoldina“

## Leben
Johann Michael Hoffinger wurde in Wien als Sohn einer vermögenden Wiener Bürgerfamilie geboren. Er wurde dort im Jahr 1740 Magister der Philosophie. Anschließend studierte er Medizin in Straßburg, Paris, Halle und Wien. In Wien wurde er der Lieblingsschüler von Gerard van Swieten. Im Jahre 1752 wurde er zum Doktor der Medizin promoviert. Ein Jahr später, 1753, wurde Hoffinger auf Antrag von Gerard van Swieten als Kameralphysikus und Professor der Geburtshilfe nach Hermannstadt gesandt. Nach seiner Ankunft brach 1755 in der Region die Pest aus, eine Seuche, die von einheimischen Ärzten nicht immer sofort erkannt wurde. Hoffinger organisierte einen Pestkordon und begab sich nach Kronstadt, weil hier die Pest am schlimmsten wütete. Er untersuchte die lebenden und die verstorbenen Einwohner der Stadt Săcele und der umliegenden Dörfer. Am 27. Februar 1756 wurden diese Gemeinden durch den Militärkordon gesperrt. Hier infizierte er sich und verstarb am 6. August 1756 an dieser Krankheit.
Am 10. Oktober 1755 wurde Johann Michael Hoffinger mit dem Beinamen Philomusus III.  als Mitglied (Matrikel-Nr. 600) in die Leopoldina aufgenommen. Im Archiv der „Leopoldina“ befindet sich sein eigenhändig geschriebenes Curriculum Vitae. Die naturwissenschaftlichen Abhandlungen allerdings, die Hoffinger für Gerard van Swieten und die „Leopoldina“ verfasst hatte, sind seit der Pestzeit in Kronstadt nicht mehr auffindbar.
Im Jahr 1754 heiratete Johann Michael Hoffinger Johanna, die Tochter des Reichsritters von Füllenbaum. Johann Georg Hoffinger, der später ebenfalls Arzt und Mitglied der „Leopoldina“ wurde, ist ein Sohn der Eheleute Johann Michael und Johanna Hoffinger.

## Werk
- De doloribus parturentium (Dissertation 1752).